# Dekantering
Dekantering innebär att avtappa en vätska ur ett kärl så att bottensatsen inte följer med. Tekniken används ofta för vin då man häller över vinet från en flaska till en dekanter. Den förekommer också inom industrin och i laboratorier, till exempel för att avskilja klarfasen efter sedimentering.

## Vin

Dekantering av vin.

Det finns två huvudsakliga anledningar till att dekantera vin:
- Vin som har lagrats länge, framför allt röda viner, bör skiljas från den bottensats ("dépôten") som har bildats i flaskans botten.
- Ett ungt vin bör dekanteras så att vinet kommer i kontakt med luftens syre så att tanninerna framträder ordentligt.

Avskiljandet av fällningar, dekanteringen, är något som praktiserats länge. Luftningen av yngre viner, utan sediment, är en mer omstridd procedur. Förespråkarna menar att vinet öppnar sig i karaffen, medan motståndarna menar att vinet kan förlora friskhet och fruktighet vid för stor luftkontakt.
De kemiska reaktioner som uppstår när vinet har lämnat flaskan har inte undersökts till fullo. Det går därmed bara att generellt förklara varför vissa viner utvecklar fantastiska aromer, trots att de vid uppkorkningen nästan saknat doft. Andra viner öppnar sig en kort stund, bara för att sedan sluta sig igen, medan andra viner inte alls förändras vid dekanteringen. Ytterligare andra viner tappar alla aromer inom några få minuter.
Avgörandet om vinet ska dekanteras eller serveras från flaskan bör därför baseras på kunskap om vinproduktionen, vinets stabilitet och personlig smak.